# Gross Arnold

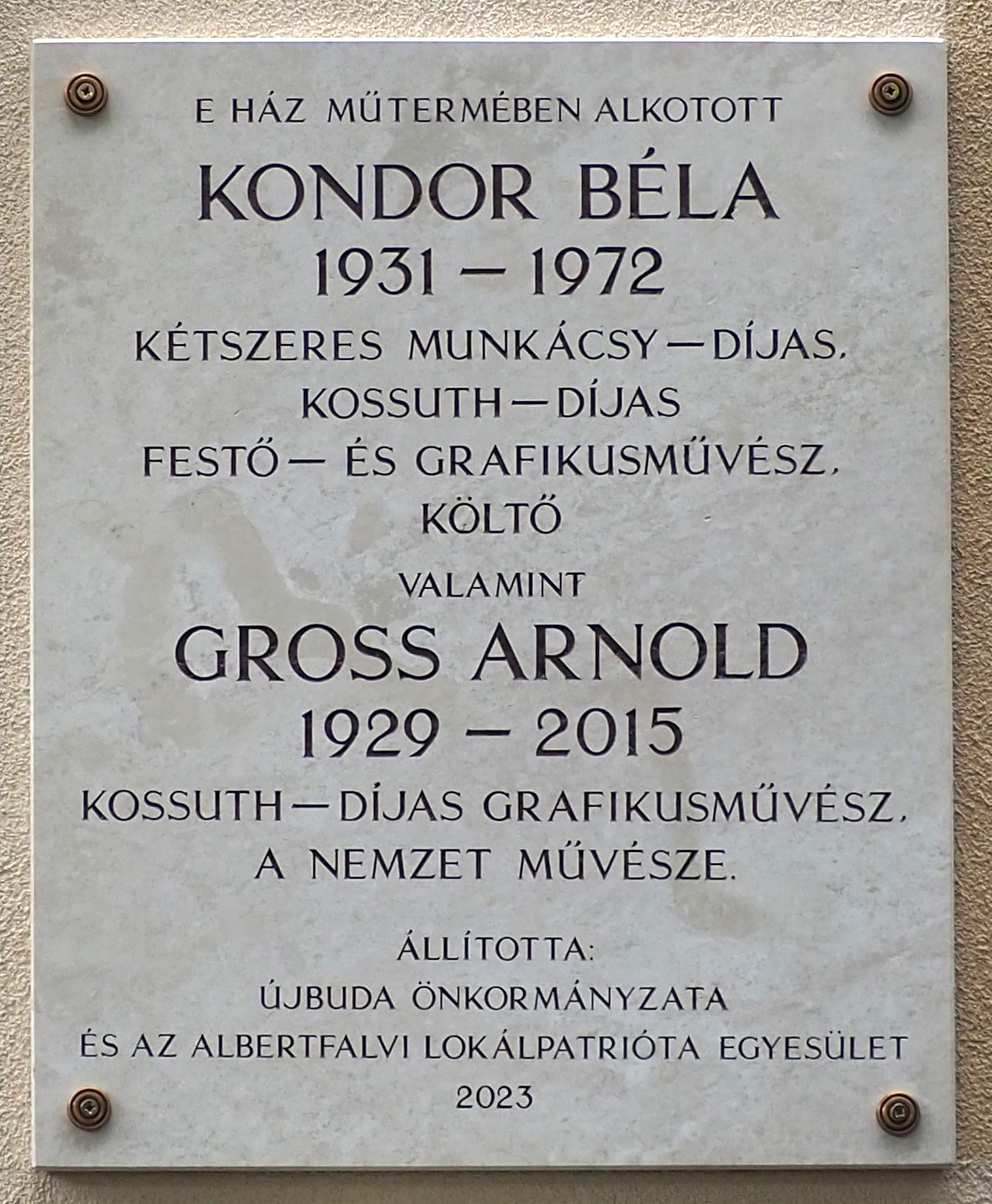
Kondor Bélával közös emléktáblája annak a háznak a falán, ahol alkotott. (Budapest, XI. ker., Fegyvernek utca 54.).

Gross Arnold (Torda, 1929. november 25. – Budapest, 2015. január 22. ) a Nemzet Művésze címmel kitüntetett, Kossuth-díjas magyar grafikus és festőművész. Színes rézkarcaival nagy sikereket aratott.

## Családja
Édesanyja, Kovrig Ilona ágán erdélyi örmény nemesi családból származik.  Édesapja, Tordai Gross Károly, festő és rajztanár volt, ő volt első tanára.

## Életpályája
1947-ben, érettségi nélkül, egy aktatáskával és egy mappában a rajzaival szökött a zöldhatáron Nagyváradról Budapestre. Az Iparművészeti Akadémia grafika szakosztályára nyert felvételt rendkívüli hallgatói státuszban. 1949-ben a grafikai szakot átvette a Képzőművészeti Főiskola, ahol 1953-ban szerzett diplomát. Kiváló mesterei voltak: Hincz Gyula, Kádár György az Iparművészeti Főiskolán, Konecsni György, Koffán Károly a Képzőművészeti Főiskolán. Leginkább Rembrandt és Albrecht Dürer rézkarcait tanulmányozta a Szépművészeti Múzeumban. Hieronymus Bosch és Vincent van Gogh munkássága hatott rá erősen, kortársai közül Szabó Vladimirt tartotta mesterének. A rézkarc műfajának többszáz éves hagyományának tiszetelete mellett a színes rézkarc egyedi, és rá jellemző technikáját dolgozta ki. Egyedi hangvételét az egész életútját végigkísérő stílusjegyei adják, munkásságának döntő részét a szellemes, ötletes, derűs, humoros, sok apró elemből álló, mívesen kidolgozott, aprólékos színes rézkarcai adják.
A rézkarcok mellett 4 db nagy méretű olajfestményt is készített: A barátkozások országútján, a volt Hotel Duna Intercontinentalban (ma Hotel Marriott) volt kiállítva (a privatizálás óta magántulajdonban van). 1982-ben a Buda Penta Hotel részére készítette a Nyáron törpéket hoztak a balatoni gólyák, és a Kertvárosi Álom című műveit, melyeket fő műveinek tekintett. Ezeket a műveket a központi olaj festménybe aplikált rézkarcok, 3 dimenziós dioráma jellegű figura és kis kiegészítő elemekkel egészítette ki. Ez a két mű 2020-óta a Bartók Béla úti Gross Arnold archívum részeként megtekinthető.  
Az 1950-es évek végétől számos egyéni és csoportos kiállítása volt Budapesten és vidéken, 1962-től külföldön is.
2014. szeptember 20-án nyitotta meg a Bartók Béla úti Gross Arnold galéria-kávézót. A galéria egyben archívum is, melyet fia, Gross András gondozásában működik azóta is.
2015. január 22-én hunyt el Budapesten.

## Művészete
Részletgazdag rézkarcaival vált népszerűvé. Jellegzetes színezési technikájának köszönhetően minden egyes nyomata különbözik a többitől. Képeit jellemzi a csodálatos, gyermeki mesevilág, ahol mindig süt a nap, virágüzletekkel és játékokkal teli. Az ember része a természetnek műalkotásaiban. Képeivel szépet, örömet nyújt, egy mesevilágot, amiben nincs semmi hátborzongató vagy borús.

## Ars poeticája
„Annyi baj, gond, bánat és szörnyűség vesz körül minket a világban, hogy azt nem szabad még a művészetbe is beengedni.”

## Gross Arnold: Arnold könyve 2008.
2014.09.20-án alakította ki családja az „Arnold” kávézó – galériát Újbudán, a Gárdonyi szobortól a Móricz Zs. körtér felé. A megnyitón még ott volt. Albuma képjegyzéke 109 művet ad. Arnold könyve – 13 képecske. – Megformálja annak szépségét, „ami szóra sem érdemes”. „Jó világ volt Tordán, én legalábbis jól éreztem magamat.”

## Műveiből
- Színezett rézkarcaiból:
  - Iparművészeti Múzeum 1980-as évek, rézkarc, színes, 140×65 mm[10]
  - Ex-libris-város 1980-as évek, rézkarc, színes, 80×120 mm[10]
  - Andersen emléklap 1980-as évek, rézkarc, színes ; 120×120 mm[10]
  - Virágok 1980-as évek, rézkarc, színes ; 140×145 mm[10]
  - Pomázi táj  1971, rézkarc, színes ; 198×294 mm[10]
  - Torda Aranyos völgye (15×21 cm)[11]
  - Tordai műterem I. 1965.[12]
  - Művészek kertje 1966. (28,5 × 35,5 cm)[13]
  - Tordai műterem II. (részlet) 1970-es évek 26,5×36 cm[14]
  - Tordai kert II. (15×19 cm) (1989)[15] pirosas-zöldes-sárgás-lilás szinezésű.
  - Madarak és angyalok (17×20 cm)[16]
  - Madárvilág II. (13×15 cm) 1980-as évek[17]
  - Tordai kert (1989)[18] kékes árnyalat jellemzi
  - Lexikon (2001)[18][19]
  - India tavasza (12×25 cm)[20]
  - Szépkilátó
  - Amsterdam 1980-as évek;[21] rézkarc, papír; (125×115 mm)[22]
  - Torda édes bércei
  - A kertvége játékai 1988.[23]
  - Hajnal 1983.[24]
  - Római spanyol lépcső 1970-es évek;[25] rézkarc, papír; (210×187 mm)[22]
  - A kék álmok városa; rézkarc, papír; (165×260 mm)[22]
  - Kis-Galéria; rézkarc, papír; (170×130 mm)[22]
  - Tordai műteremház
  - Szép városunk (részlet)
  - Szentendre 1960-as évek (21×38,5 cm)[26]
  - Nyár 1960-as évek (20,5×30 cm)[27]
  - Beszélgetések a barátságról (24,5×39 cm)[28]
  - Domboldal (29×39 cm)1960-as[29]
  - Ősz 1970, rézkarc, színes ; 80×125 mm[10]
- Kertben  1967 rézkarc, fekete-fehér ; 252×300 mm[10]
- Római házak 1966, rézkarc, fekete-fehér ; 130×207 mm[10]
- Domboldal 1969, rézkarc, fekete-fehér ; 206×295 mm[10]
- Út napraforgóval 1970, rézkarc, fekete-fehér ; 108×188 mm[10]
- Május 1966, linómetszet, fekete-fehér ; 132×247 mm[10]
- Via Margutta 1966, rézkarc, fekete-fehér ; 140×297 mm[10]
- Könyvdísz (tollrajz)
- Festményei
- A barátkozások országútján c. nagy olajfestménye 2,40 × 1,20 m-es (1969)
- 12 lapos mappa, Corvina Kiadó (1973)

## Könyvek, kiadványok
- Gergely Ágnes: Glogovácz és a holdkórosok. (ill.) Gross Arnold. Budapest: Magvető. 1966.  kisregény
- Goda Gábor: Volt egyszer egy család. (ill.) Gross Arnold. Budapest: Magvető. 1967.
- E. T. A. Hoffmann: Murr kandúr életszemlélete, valamint Johannes Kreisler karmester töredékes életrajza. Ford. és jegyz. Szabó Ede, versford. Eörsi István, ill. Gross Arnold. Budapest: Európa. 1967.  regény
- Gross Arnold: Gross Arnold. Bev. Körner Éva. 2. kiad. Budapest: Corvina. 1974.  ISBN 9637961542 rézkarcok
- Zelk Zoltán: Meszelt égbolt. (ill.) Gross Arnold. Budapest: Szépirodalmi. 1976.  = Mikrokozmosz füzetek,  ISBN 9631506428 versek
- Adamis Anna – Gross Arnold: Versek és képek. Budapest: Corvina. 1979.  ISBN 9631303543
- Gross Arnold: Gross Arnold emlékkönyve. Szelényi Károly fotóival. Budapest: Móra Ferenc Ifjúsági Könyvkiadó. 1985.  ISBN 9631141861 művészi album
- Gross Arnold: Gross Arnold. Szerk. és a bev. tanulmányt írta Sinóros Szabó Katalin, Kosztolányi Dezső verseivel. Budapest: Dunakönyv. 1993.  ISBN 9637961542
- Gross Arnold. Szerk. Nagy Ádám. Szeged: Szegedi ReProStudio Kft. 1997.  (számozott példányokkal) [30]
- Gross Arnold: Művek (vál.). Szerk. és a bev. tanulmányt írta Sinóros Szabó Katalin, Kosztolányi Dezső verseivel. 2. kiad. Budapest: Intrada Kft. 1997.  ISBN 9630492717
- Gross Arnold. A bev. tanulmányt írta Kovrig Nagy Ádám. Budapest: Gross Arnold és a Medence Csoport BT. 2008.  ISBN 9789630648301
- Gross Arnold: lemezborító grafikája a Mini együttes, Vissza a városba című lemezéhez; 1978, SLPX 17543
- Gross Arnold; szerk., tan. Sinóros Szabó Katalin; Dunakönyv, Bp., 1993
- Révész Emese: A művészet kertje. Gross Arnold (1929–2015) művészete; Gross Arnold Kft., Bp., 2019

## Egyéni kiállításai
- Fényes Adolf Terem, Budapest, 1956
- Mednyánszky Terem, Budapest, 1964
- Róma 1965, 1974
- Tokió 1966, 1967
- Amszterdam 1969
- Dürer terem, Budapest, 1970, 2010
- Trieszt, 1970
- Helsinki, 1970
- Krakkó
- Stockholm
- Bergen, 1970
- Brüsszel, 1971
- Újdelhi, 1972
- London, 1972
- Köln
- Athén
- Helikon Galéria, Budapest, 1974
- Hamburg, 1974
- Los Angeles, 1975
- Galerie van Almsick, Gronau-Epe, 1978, 1981, 1985, 1989, 2000, 2007, 2010, 2016
- Tök, Művelődési Ház, 1981
- Liget Galéria, Budapest, 1983
- Horváth Endre Galéria, Balassagyarmat, 1984
- Csók István Galéria, Budapest, 1988
- Sárospatak, 1988
- Barcsay Iskola Galéria (Szentendrei Barcsay Jenő Általános Iskola), 1995
- Iparművészeti Múzeum, Budapest, 1996, 2003
- Vendéglő Galéria, 1997
- Móra Ferenc Múzeum, Szeged, 1997
- Magyar Írók Szövetsége, 1998
- Café Zacc, Pécs, 1999, 2010
- Demko Galéria, Budapest, 2001
- Castellum Galéria, Budapest, 2007
- Vasúttörténeti park, Budapest, 2007
- Makett Labor Galéria, Budapest, 2008
- Jászi Galéria, Budapest, 2008
- Természet – Rajz, 80 év – 80 kép és 80 ásvány, Természettudományi Múzeum, Budapest, 2009-2010. Gross 80 grafikáját és 80 ásványát mutatta be a művész 80. születésnapjának tiszteletére.
- A művészet kertje – Gross Arnold 90, Budapest, 2019-2020. Életmű-tárlat a Gross Arnold Galéria és a Jászi Galéria közös rendezésében.

## Csoportos kiállításai
- Gross Arnold és Gajzágó Sándor kiállítása Sukorón (2000)
- A Mednyánszky Társaság kiállítása a Simontornyai Vármúzeumban Archiválva 2020. szeptember 11-i dátummal a Wayback Machine-ben (2009)
- Koller Galéria, Három generáció mestergrafikusai: Artner Margit, Gross Arnold, Gyulai Líviusz, Hincz Gyula, Kass János, Orosz István, Reich Károly, Szabó Vladimir, Szalay Lajos, Takáts Márton. Budapest (2009)
- Jászi Galéria, Cirkusz, Budapest (2010)
- Jászi Galéria, Angyal és Ördög, Budapest (2010)
- Jászi Galéria, Bestiárium, Budapest (2011)

## Társasági tagságai
- Széchenyi Irodalmi és Művészeti Akadémia tagja 1993-tól
- A Mednyánszky Társaság örökös tagja

## Díjai, elismerései
- Munkácsy Mihály-díj (1955, 1967)
- Krakkói Nemzetközi Grafikai Biennálé, 1. díj (1966, 1968)
- MSZOSZ-díj (1993)
- Kossuth-díj (1995)
- Érdemes művész (1997)
- Prima díj (2008)
- Pro Urbe Budapestért díj (2009)[31]
- A Nemzet Művésze (2014)